# 后汉书
| 中國二十四史 | 中國二十四史   | 中國二十四史 | 中國二十四史 | 中國二十四史 |
| 次序         | 書名           | 作者         | 作者         |              |
| 次序         | 書名           | 姓名         | 時代         |              |
| ------------ | -------------- | ------------ | ------------ | ------------ |
| 1            | 史记           | 司馬遷       | 西漢         |              |
| 2            | 汉书           | 班固         | 東漢         |              |
| 3            | 后汉书         | 范曄         | 劉宋         |              |
| 4            | 三國志         | 陈寿         | 西晋         |              |
| 5            | 晋书           | 房玄龄等     | 唐           |              |
| 6            | 宋书           | 沈约         | 蕭梁         |              |
| 7            | 南齐书         | 萧子显       | 蕭梁         |              |
| 8            | 梁书           | 姚思廉       | 唐           |              |
| 9            | 陈书           | 姚思廉       | 唐           |              |
| 10           | 魏书           | 魏收         | 北齐         |              |
| 11           | 北齐书         | 李百药       | 唐           |              |
| 12           | 周书           | 令狐德棻等   | 唐           |              |
| 13           | 南史           | 李延寿       | 唐           |              |
| 14           | 北史           | 李延寿       | 唐           |              |
| 15           | 隋书           | 魏徵等       | 唐           |              |
| 16           | 旧唐书         | 刘昫等       | 后晋         |              |
| 17           | 新唐书         | 欧阳修等     | 北宋         |              |
| 18           | 旧五代史       | 薛居正等     | 北宋         |              |
| 19           | 新五代史       | 欧阳修       | 北宋         |              |
| 20           | 宋史           | 脱脱等       | 元           |              |
| 21           | 辽史           | 脱脱等       | 元           |              |
| 22           | 金史           | 脱脱等       | 元           |              |
| 23           | 元史           | 宋濂等       | 明           |              |
| 24           | 明史           | 张廷玉等     | 清           |              |
| 相關         | 東觀漢記       | 劉珍等       | 東漢         |              |
| 相關         | 新元史         | 柯劭忞       | 民國         |              |
| 相關         | 清史稿         | 趙爾巽等     | 民國         |              |
| 相關         | 點校本二十四史 | 顧頡剛等     | 共和國       |              |

《后汉书》是记载东汉历史的纪传体史书，由南朝刘宋时的范晔（398年－445年）所著。本书分十纪、八十列传和八志（八志自司馬彪《续汉书》补入），记载了从光武帝称帝（25年）起至汉献帝禅让（220年）的195年历史。
《后汉书》與《史記》、《漢書》和《三國志》合稱「前四史」。魏晋南北朝时稱《史記》、《漢書》、《東觀漢記》为「三史」。唐宋的「三史」以本書取代《東觀漢記》（p. 73）。

## 成书
元嘉九年（432年），范晔被贬为宣城太守，始“广集学徒，穷览旧籍，删烦补略”，以撰《后汉书》。此書以官修史《东观汉记》为主要来源，綜合了其它後漢史，如八家後漢書、袁《後漢紀》、陈寿《三国志》等书。（pp. 33-35）众後漢史书各有所长短，范晔考订众书，后来居上，他书遂废。（p. 36）（p. 73）
元嘉二十二年（445年）范曄因牽涉與孔熙先等謀立彭城王劉義康而下獄死。范晔曾在《獄中與諸甥侄書》中说自己“詳觀古今著述及評論，殆少可意者”，“欲因事就卷內發論，以正一代得失”，从而立论《后汉书》。
范晔原定书有十纪、十志和八十列传，共百篇，与班固《汉书》相同。李贤注《後漢書·帝后纪》称：“沈约谢俨传曰：范晔所撰十志，一皆托俨。搜撰垂毕，遇晔败，悉蜡以覆车。宋文帝令丹阳尹徐湛之就俨寻求，已不复得，一代以为恨。其志今阙。”今沈约《宋书》却不见谢俨传。刘汉忠认为此事不可信。因为虽然《宋书》在北宋末已有缺失，但是详载《宋书》人物的《南史》同样没有谢俨传。梁刘昭注但言：“序或未周，志遂全阙”，唐刘知几《史通》亦不载谢俨事。清《四库全书总目提要》改谢俨为谢瞻，但谢瞻死在范晔之前，不会有托付之事。
王先谦、王利器认为十志的部分已完成。王先谦又认为范志在齐时尚存，因为《南齐书·文学传》言：“檀超掌史职，议立十志，百官依范晔合州郡”，但志到梁刘昭时乃佚。“蜡以覆车”的是未完成的数志。刘汉忠反对此说，认为齐至梁时，社会基本平静，若范志有存篇，则不会丢失。十志未写或只有未成稿。檀超所依是范晔的《序例》。唐释道宣《广弘明集》卷一有引《后汉书·郊礼志》，又言“出范晔《后汉书》”。刘汉忠认为此不足信，因为《广弘明集》所引与袁宏《后汉纪·明帝纪》相同，亦与李贤注《后汉书·光武十王传》引袁宏《汉纪》相同。“出范晔《后汉书》”或为宋人误增。
十志见于纪传者有百官、礼乐、舆服、五行和天文。刘昭认为当有律历、郡国。刘汉忠按照《獄中與諸甥侄書》：“《前汉》所有者悉令备”，认为另三志当为刑法、食货和郊礼。文苑列传可当作艺文志。
范晔原著有《序例》一篇，唐时尚存。刘昭称“序例所论，备精与夺，及语八志，颇褒其美”。刘知几称其“理切而多功”。李贤注引《序例》三次，分别为《光武纪》：“多所诛杀曰屠”、“《帝纪》略依春秋，唯孛彗、日食、地震书，余悉备于《志》”和《孝安帝纪》：“凡瑞应，自和帝以上，政事多美，近于有实，故书见于某处。自安帝以下，王道衰缺，容或虚饰，故书某处上言也”。王利器认为还有两处引《序例》，一是《史记索隐·高祖本纪》引范晔：“得城曰拔”，二是《隋书·魏澹传》引范晔：“《春秋》者，文既总略，好失事形；今之拟作，所以为短。纪传者，史、班之所变也，网罗一代，事义周悉，通之后学，此焉为优，故继而述之”。
私史或有《叙传》一章，如《史记》（《太史公自序》）、《汉书》、司马彪《续汉书》、华峤《汉后书》（《谱叙》）等书。王利器说：“自叙作书之旨谓之叙，追溯先世人迹谓之传”。根据断限之说，即家谱与国的时间当相衬，王利器认为既然范氏在汉朝无闻，则当无《叙传》而只有《序例》。武英殿本《自序》本是删减的《獄中與諸甥侄書》。不过范晔别出心裁，将其可考的先祖皆写在传论中：曾祖在《黄宪传》，祖父在《郑玄传》，父在《逸民·高凤传》。
《后汉书》纪传，《隋志》载97卷，新旧《唐志》载92卷，《宋志》载90卷，与今本相同。卷数的不同是因为分合子卷的不同，原书并无佚卷。

## 註補
梁劉昭曾注《后汉书》，见其無志，便分晉司馬彪《續漢書》的八志（律曆、禮儀、祭祀、天文、五行、郡國、百官、輿服）為三十卷，注补之。（p. 76）关于《后汉书》与《续汉书》八志何时合并，大体有两种意见。宋陈振孙、清钱大昕、《四库全书总目》认为是在宋孙奭时始合并。清赵翼、王鸣盛、李慈铭认为是刘昭始将志与纪传合并。罗炳良认为刘昭始将志加进《后汉书》，后合并本与《后汉书》纪传90卷各单行，如《隋书·经籍志》载“《后汉书》九十七卷。宋太子詹事范晔撰。《后汉书》一百二十五卷。范晔本，梁剡令刘昭注。”卷数因传抄而不一。
唐时，李贤与张大安、刘讷言、革希玄、许叔牙、成玄一、史藏诸、周宝宁等人共注《后汉书》，析原90卷为纪12卷、传88卷，为100卷。究竟李贤等用的底本是范晔原本还是刘昭合并本，王鸣盛、钱大昕、李慈铭意见不同。罗炳良认为李贤等注的是范晔原本，没有注志。李贤注与刘昭注始并行。
但刘昭注《后汉书》逐渐散佚，《梁书》言180卷，《隋书·经籍志》言125卷，新旧《唐志》言58卷，《宋志》言30卷，只有志注得存。王先谦认为：“唐時功令，習《後漢書》者並昭所注志為一史（见通志选举略），故續志注三十卷得以保存至宋不廢耳”。今志天文第三卷、五行第四卷缺刘昭注。
《后汉书》纪传90卷在宋淳化五年初刻，景德二年续刻校定。乾兴元年，孙奭误以为司马彪《续汉书》八志30卷是刘昭为补《后汉书》所写，奏请合刻，合并子卷后，二书共为120卷。这又导致后人多不知八志是司马彪所作，如南宋洪迈、吴人杰、清孙承泽和李光地。孙奭本、南宋绍兴本、元大德本、明汲古本、1965中华书局点校本皆置八志在纪传后。明北监本、清武英殿本按纪传体史书体例，将八志放在传之前。
清代学者多有補註，如惠棟《後漢書補註》、沈钦韩《后汉书疏正》、周寿昌《后汉书注补正》、侯康《后汉书补注续》、沈铭彝《后汉书注又补》等。王先謙撰《後漢書集解》一百二十卷，全面整理歷代注释，是集大成之作。今人宋文民著有《后汉书考释》，1995年由上海古籍出版社出版。

## 体例
较之《史记》与《汉书》，《后汉书》继承了《循吏》、《酷吏》、《儒林》三传，又新增七类列传：《党锢》、《宦者》、《文苑》、《独行》、《方术》、《逸民》与《列女》。除去《党锢》与《方术》，其他皆被后来的史家所取法。（pp. 37-39）范晔又仿华峤，改《外戚传》为《皇后纪》，以体现皇后对东汉政治的影响。
范晔在列传中使用类叙法，将无法单独列传而又值得称道的人物并入一传，例如《來歷傳》記載與來歷同時反對廢太子的十七人。（p. 38）

## 评价
- 劉知幾說：“范曄博采眾書，裁成漢典，觀其所取，頗有奇工[12]。”
- 清邵晋涵评价《后汉书》创新：“范氏所增《文苑》、《列女》诸传，诸史相沿，莫能刊削。盖时风众势日趋于文，而闺门为风教所系，当备书于简策，故有创而不废也。”“《旧唐书·经籍志》又有范氏《后汉书论赞》五卷，殆以范氏文体高于六朝诸人，而爱其文辞者，遂摘取其论赞，别为一书欤！”
- 清李慈铭评价范晔《后汉书》的成就说：“自汉以后，蔚宗（范曄字）最为良史，删繁举要，多得其宜。其论赞剖别贤否，指陈得失，皆有特见，远过马、班、陈寿，余不足论矣。”
- 章太炎認為，“史、漢之後，首推後漢書”。陳寅恪曾說：「蔚宗之為後漢書，體大思精，信稱良史。」

### 紀
- 卷一上·世祖光武帝紀第一上（李賢為避李世民諱而刪「世祖」二字）
- 卷一下·世祖光武帝紀第一下
- 卷二·顯宗孝明帝紀第二
- 卷三·肅宗孝章帝紀第三
- 卷四·孝和、孝殤帝紀第四
- 卷五·孝安帝紀第五
- 卷六·孝順、孝沖、孝質帝紀第六
- 卷七·孝桓帝紀第七
- 卷八·孝靈帝紀第八
- 卷九·孝獻帝紀第九（附弘農懷王劉辯）
- 卷十上·皇后紀第十上 - 光武郭皇后・光烈陰皇后・明德馬皇后・賈貴人・章德竇皇后・和帝陰皇后・和熹鄧皇后（二十四史中唯一為皇后立紀）
- 卷十下·皇后紀第十下 - 安思閻皇后・順烈梁皇后・虞美人・陳夫人・孝崇匽皇后・桓帝懿献梁皇后・桓帝鄧皇后・桓思竇皇后・孝仁董皇后・靈帝宋皇后・靈思何皇后・獻帝伏皇后・獻穆曹皇后

### 列传
- 卷十一·刘玄・刘盆子列传第一
- 卷十二·王刘张李彭卢列传第二 - 王昌・劉永・龐萌・張步・王閎・李憲・彭寵・盧芳
- 卷十三·隗嚣・公孙述列传第三
- 卷十四·宗室四王三侯列传第四 - 齐武王縯・北海靖王興・趙孝王良・城陽恭王祉・泗水王歙・安成孝侯賜・成武孝侯順・順陽怀侯嘉
- 卷十五·李王邓来列传第五 - 李通・王常・鄧晨・来歙・來歷
- 卷十六·邓寇列传第六 - 鄧禹・寇恂
- 卷十七·冯岑贾列传第七 - 馮異・岑彭・賈復
- 卷十八·吴盖陈臧列传第八 - 吴漢・蓋延・陳俊・臧宮
- 卷十九·耿弇列传第九
- 卷二十·銚期・王霸・祭遵列传第十 -
- 卷二十一·任李万邳刘耿列传第十一 - 任光・李忠・萬脩・邳彤・劉植・耿純
- 卷二十二·朱景王杜马刘傅坚马列傳第十二 - 朱祐・景丹・王梁・杜茂・馬成・劉隆・傅俊・堅鐔・馬武
- 卷二十三·窦融列传第十三 - 竇融・竇固・竇憲・竇章
- 卷二十四·马援列传第十四
- 卷二十五·卓鲁魏刘列传第十五 - 卓茂・魯恭・魏霸・刘宽
- 卷二十六·伏侯宋蔡冯赵牟韦列传第十六 - 伏湛・侯霸・宋弘・蔡茂・郭賀・馮勤・趙憙・牟融・韋彪
- 卷二十七·宣张二王杜郭吴承郑赵第十七 - 宣秉・張湛・王丹・王良・杜林・郭丹・吴良・承宮・鄭均・趙典
- 卷二十八上·桓谭・冯衍列传第十八上
- 卷二十八下·冯衍列传第十八下 - 馮豹
- 卷二十九·申屠刚・鲍永・郅恽列传第十九
- 卷三十上·苏竟・杨厚列传第二十上
- 卷三十下·郎顗・襄楷列传第二十下
- 卷三十一·郭杜孔张廉王苏羊贾陆列傳第二十一 - 郭伋・杜詩・孔奮・張堪・廉范・王堂・蘇章・羊续・賈琮・陸康
- 卷三十二·樊宏・阴识列传第二十二
- 卷三十三·朱冯虞郑周列传第二十三 - 朱浮・馮魴・虞延・鄭弘・周章
- 卷三十四·梁统列传第二十四
- 卷三十五·张曹郑列传第二十五 - 張純・張奮・曹褒・鄭玄
- 卷三十六·郑范陈贾张列传第二十六 - 鄭興・鄭眾・范升・陳元・賈逵・張霸・張楷・張陵・張玄
- 卷三十七·桓荣・丁鸿列传第二十七
- 卷三十八·张法滕冯度杨列传第二十八 - 張宗・法雄・滕撫・馮緄・度尚・楊琁
- 卷三十九·刘赵淳于江刘周赵列传第二十九 - 劉平・趙孝・淳于恭・江革・劉般・周磐・趙咨
- 卷四十上·班彪列传第三十上
- 卷四十下·班彪列传第三十下 - 班固
- 卷四十一·第五钟离宋寒列传第三十一 - 第五倫・鍾離意・宋均・寒朗
- 卷四十二·光武十王列传第三十二 - 劉彊・劉輔・劉康・劉延・劉焉・劉英・劉蒼・劉荊・劉衡・劉京
- 卷四十三·朱乐何列传第三十三 - 朱暉・朱穆・樂恢・何敞
- 卷四十四·邓张徐张胡列传第三十四 - 鄧彪・張禹・徐防・張敏・胡广
- 卷四十五·袁张韩周列传第三十五 - 袁安・袁京・袁敞・张酺・韓棱・周榮
- 卷四十六·郭陈列传第三十六 - 郭躬・陳寵
- 卷四十七·班梁列传第三十七 - 班超・梁慬
- 卷四十八·杨李翟应霍爰徐列传第三十八 - 楊終・李法・翟酺・应奉・应劭・霍諝・爰延・徐璆
- 卷四十九·王充・王符・仲长统列传第三十九
- 卷五十·孝明八王列传第四十 - 劉建・劉羨・劉恭・劉党・劉衍・劉暢・劉昞・劉長
- 卷五十一·李陈庞陈桥列传第四十一 - 李恂・陳禪・龐参・陳龜・橋玄
- 卷五十二·崔骃列传第四十二 - 崔駰・崔瑗・崔寔・崔烈
- 卷五十三·周黄徐姜申屠列传第四十三 - 周燮・黃憲・徐稺・姜肱・申屠蟠
- 卷五十四·杨震列传第四十四
- 卷五十五·章帝八王列传第四十五 - 劉伉・劉全・劉慶・劉寿・劉開・劉淑・劉萬歲・劉勝
- 卷五十六·张王种陈列传第四十六 - 張晧・王龔・种暠・陳球
- 卷五十七·杜栾刘李刘谢列传第四十七 - 杜根・欒巴・劉陶・李雲・劉瑜・謝弼
- 卷五十八·虞傅盖臧列传第四十八 - 虞詡・傅燮・蓋勳・臧洪
- 卷五十九·张衡列传第四十九
- 卷六十上·马融列传第五十上
- 卷六十下·蔡邕列传第五十下
- 卷六十一·左周黄列传第五十一 - 左雄・周举・周勰・黄瓊・黄琬
- 卷六十二·荀韩鍾陈列传第五十二 - 荀淑・荀爽・荀悦・韓韶・鍾皓・陳寔・陳紀
- 卷六十三·李杜列传第五十三 - 李固・杜喬
- 卷六十四·吴延史卢赵列传第五十四 - 吳祐・延篤・史弼・盧植・趙岐
- 卷六十五·皇甫张段列传第五十五 - 皇甫規・張奐・段熲
- 卷六十六·陈王列传第五十六 - 陳蕃・王允
- 卷六十七·党锢列传第五十七 - 劉淑・李膺・杜密・劉佑・魏朗・夏馥・宗慈・巴肅・范滂・尹勳・蔡衍・羊陟・張儉・岑晊・陳翔・苑康・檀敷・劉儒・賈彪・何顒
- 卷六十八·郭符许列传第五十八 - 郭泰・符融・許劭
- 卷六十九·窦何列传第五十九 - 竇武・何進
- 卷七十·郑孔荀列传第六十 - 鄭泰・孔融・荀彧
- 卷七十一·皇甫嵩・朱儁列传第六十一
- 卷七十二·董卓列传第六十二
- 卷七十三·刘虞・公孙瓚・陶谦列传第六十三
- 卷七十四上·袁绍・刘表列传第六十四上 - 袁紹
- 卷七十四下·袁绍・刘表列传第六十四下 - 袁譚・劉表
- 卷七十五·刘焉・袁术・吕布列传第六十五
- 卷七十六·循吏列传第六十六 - 衛颯・任延・王景・秦彭・王渙・許荊・孟嘗・第五訪・劉矩・劉寵・仇覽・童恢・童翊
- 卷七十七·酷吏列传第六十七 - 董宣・樊曄・李章・周紆・黃昌・陽球・王吉
- 卷七十八·宦者列传第六十八 - 鄭眾・蔡倫・孫程・曹騰・單超・侯覽・曹節・審忠・呂強・張讓
- 卷七十九上·儒林列传第六十九上 - 劉昆・劉軼・洼丹・觟陽鴻・任安・楊政・張興・戴憑・魏滿・孫期・歐陽歙・曹曾・牟長・宋登・張馴・尹敏・周防・孔僖・楊倫
- 卷七十九下·儒林列传第六十九下  - 高詡・包咸・ 魏應・伏恭・任末・景鸞・薛漢・杜撫・召馴・楊仁・趙曄・衛宏・董鈞・丁恭・周澤・孫堪・鍾興・甄宇・樓望・程曾・張玄・李育・何休・服虔・穎容・謝該・許慎・蔡玄
- 卷八十上·文苑列传第七十上  - 杜篤・王隆・夏恭・傅毅・黃香・劉毅・李尤・蘇順・劉珍・葛龔・王逸・崔琦・邊韶
- 卷八十下·文苑列传第七十下 - 張升・趙壹・劉梁・劉楨・邊讓・酈炎・侯瑾・高彪・張超・禰衡
- 卷八十一·独行列传第七十一譙玄・李業・劉茂・溫序・彭修・索盧放・周嘉・范式・李善・王忳・陸續・戴封・李充・繆肜・陳重・雷義・范冉・戴就・趙苞・向栩・諒輔・劉翊・王烈
- 卷八十二上·方术列传第七十二上 - 任文公・郭憲・許楊・高獲・王喬・謝夷吾・楊由・李南・李郃・馮冑・段翳・廖扶・折像・樊英
- 卷八十二下·方术列传第七十二下 - 唐檀・公沙穆・許曼・趙彥・樊志張・單颺・韓說・董扶・郭玉・華佗・徐登・費長房・薊子訓・劉根・左慈・計子勳・王和平
- 卷八十三·逸民列传第七十三 - 向長・逢萌・周黨・王霸・嚴光・井丹・梁鴻・高鳳・臺佟・韓康・矯慎・戴良・法真・龐公
- 卷八十四·列女传第七十四 - 鲍宣妻桓少君・王霸妻・姜诗妻庞氏・周郁妻趙阿・曹世叔妻班昭・乐羊子妻・程文矩妻李穆姜・孝女曹娥・许升妻呂榮・袁隗妻马氏・庞淯母赵娥・刘长卿妻桓氏・皇甫规妻・阴瑜妻荀采・盛道妻赵媛姜・孝女叔先雄・董祀妻蔡琰（二十四史中首部為非皇室女性立傳）
- 卷八十五·东夷列传第七十五 - 夫餘・挹婁・高句驪・東沃沮・濊・三韓（馬韓・辰韓・弁辰）・倭
- 卷八十六·南蛮西南夷列传第七十六
- 卷八十七·西羌传第七十七 - 羌
- 卷八十八·西域传第七十八 - ・于阗・條支・安息・大秦・大月氏・天竺・奄蔡・疏勒・焉耆・車師
- 卷八十九·南匈奴列传第七十九
- 卷九十·乌桓鲜卑列传第八十

### 志
- 志第一·律历上
- 志第二·律历中
- 志第三·律历下
- 志第四·礼仪上
- 志第五·礼仪中
- 志第六·礼仪下
- 志第七·祭祀上
- 志第八·祭祀中
- 志第九·祭祀下
- 志第十·天文上
- 志第十一·天文中
- 志第十二·天文下
- 志第十三·五行一
- 志第十四·五行二
- 志第十五·五行三
- 志第十六·五行四
- 志第十七·五行五
- 志第十八·五行六
- 志第十九·郡国一（以漢順帝永和五年為基準）
- 志第二十·郡国二
- 志第二十一·郡国三
- 志第二十二·郡国四
- 志第二十三·郡国五
- 志第二十四·百官一
- 志第二十五·百官二
- 志第二十六·百官三
- 志第二十七·百官四
- 志第二十八·百官五
- 志第二十九·舆服上
- 志第三十·舆服下

## 備註
1. ↑  即司马彪《续汉书》之八志[7]。
2. ↑  王利器按此句推断序例成于十志之后。

## 延伸阅读
[在维基数据编辑]
 在维基文库阅读本作品原文（ 在维基共享资源阅览影像）
 《後漢書 (四庫全書本)》
 《欽定古今圖書集成·理學彙編·經籍典·後漢書部》，出自陈梦雷《古今圖書集成》